# Campo di concentramento di Senftenberg
Il campo di concentramento di Senftenberg (in tedesco KZ Senftenberg) fu uno tra i primi campi di concentramento nazisti in Germania attivo dal giugno al 10 luglio del 1933 a Senftenberg, città nel circondario dell'Oberspreewald-Lusazia del Brandeburgo, in Germania.

## Storia

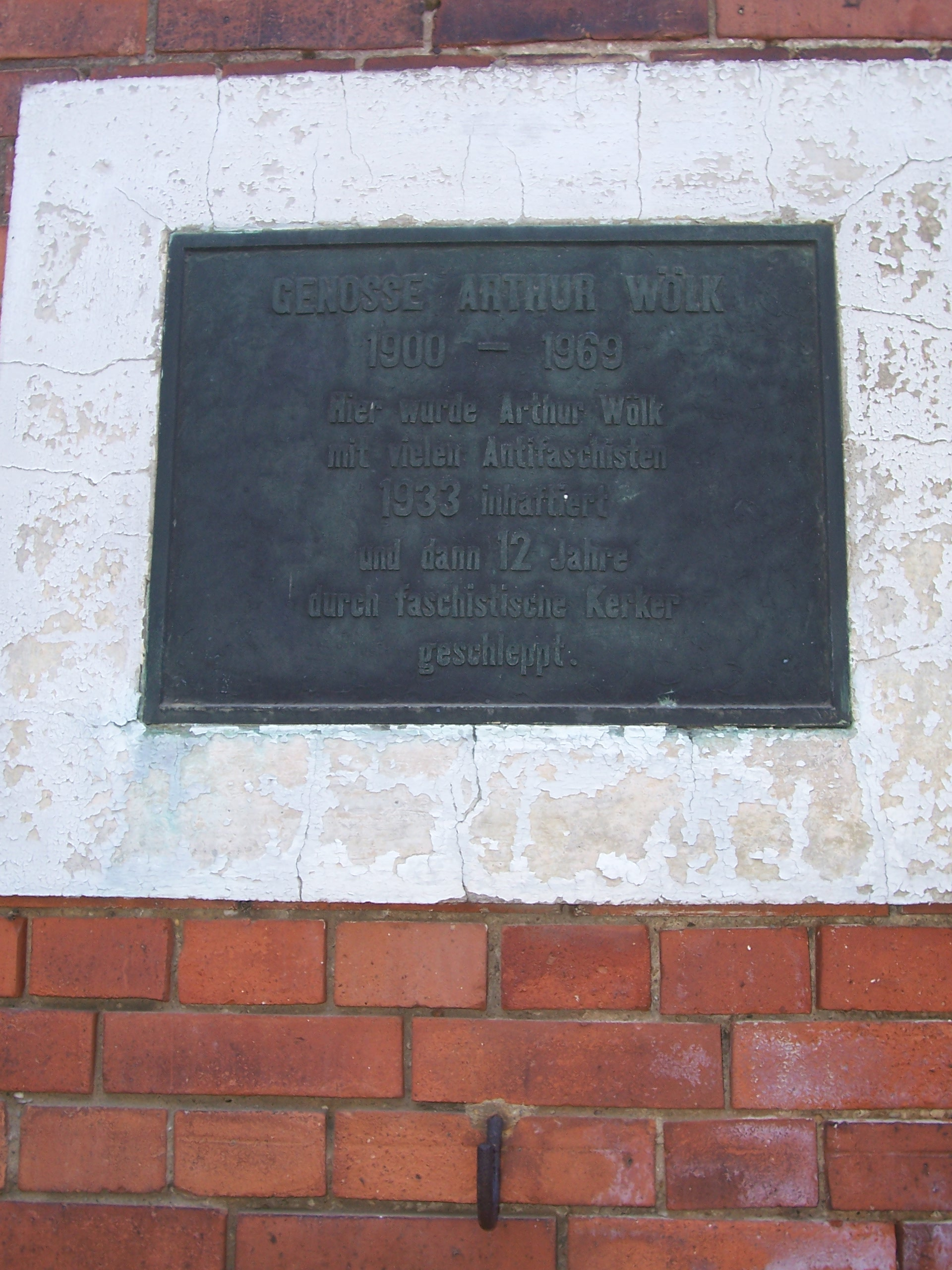
Targa posta sulla ex scuola a ricordo del campo di concentramento

Il campo di concentramento di Senftenberg fu uno dei campi di concentramento iniziali tedeschi durante il periodo nazista nel Reich. Storicamente la cosiddetta custodia protettiva fu uno strumento utilizzato dai nazionalsocialisti per imprigionare arbitrariamente gli oppositori politici nei primi tempi sulla base giuridica di un decreto successivo all'incendio del Reichstag del 27 febbraio 1933.
La custodia protettiva fece nascere vari campi pensati come una parte essenziale della persecuzione degli oppositori politici, in particolare dei socialdemocratici e dei comunisti. A Senftenberg il campo venne aperto su iniziativa della città e con il sostegno della SA locale.
Aperto all'inizio di giugno del 1933 nella palestra di un istituto scolastico. Dopo un'ondata di arresti avvenuti il 24 e il 25 giugno nel campo si trovarono più di 265 persone. I prigionieri erano prevalentemente comunisti, socialdemocratici e dirigenti sindacali di Senftenberg e dintorni.
Il campo rimase attivo per poco tempo e già a metà agosto del 1933 la maggior parte dei prigionieri venne rilasciata. Pochi prigionieri, probabilmente solo 9, vennero trattenuti nel carcere di polizia di Senftenberg. Il 17 agosto 1933 il cosiddetto campo di custodia protettiva di Senftenberg venne dichiarato ufficialmente chiuso.

## Descrizione
Il campo di concentramento di Senftenberg si trovava nella cittadina di Zschorlau della Sassonia in Germania. Fu un sottocampo del campo di concentramento di Sachsenhausen e come sede principale ebbe un istituto scolastico locale.